# Saeko Hirota
Saeko Hirota, (Japans: 広田 佐枝子; Japan, 1944) is een voormalig Japans professioneel tafeltennisster.

## Belangrijkste resultaten
- Goud met het team op de wereldkampioenschappen 1967.
- Goud in het vrouwen dubbelspel op de wereldkampioenschappen 1967 met Sachiko Morisawa.
- Zilver in het gemengd dubbelspel op de wereldkampioenschappen 1969 met Mitsuru Kono.
- Brons met het team op de wereldkampioenschappen 1969.